# Рассел, Генри (легкоатлет)
Генри Арг Расселл (англ. Henry Argue Russell; 15 декабря 1904 — 9 ноября 1986) — американский легкоатлет, который специализировался в беге на короткие дистанции.

## Биография
Олимпийский чемпион в эстафете 4×100 метров (1928).
На Олимпиаде-1928 года также участвовал в беге на 100 метров, однако остановился на полуфинальной стадии.
Эксрекордсмен мира в эстафете 4×100 метров.
Выпускник Корнеллского университета.